# 本文批評
本文批評（ほんもんひひょう、英: textual criticism, 仏: critique textuelle, 独: Textkritik）とは、ある文書の現存する写本や古刊本から、理論的に可能な限り、その文書の元来の形（英: Archetype）の再構成を目指す作業のこと。その手段となるのが、書誌学や文献学である。英米には、本文批評と書誌学を一体にした｢本文書誌学｣（Textual Bibliography）が存在する。なお、本文批評は本文批判、正文批判（正文批評）、テキスト批判（テキスト批評）、下等批判（下等批評、下層批判、lower criticism) とも呼ばれる。
基本的には古代語文献を対象にするものをいうが、現代語文献にも必要な作業といわれている。

## 聖書学における本文批評
本文批評の方法論とその応用は、古典諸学の中でも聖書学において特に歴史と蓄積がある。
なお、聖書研究の保守陣営からは聖書批評学と呼ばれることがある。

### 本文批評と教理
フレデリック・ケニヨン（英語: Frederic_G._Kenyon）は「キリスト教信仰の基本的教理は、一つとして議論のある聖書の読み（本文）に基づいていない」、「聖書の本文は、本質において確実であると、いくら強く主張してもしすぎることはない」と述べ、これが教理に抵触することはないため、本文批評を認めている。

### 外的批評と内的批評
本文批評の方法論（手段）は、大きく外的批評と内的批評とに分けられる。このうち内的批評とは、文書それ自体の考察、すなわち内的証拠、を通して分析を行う場合を言う。古典的な二つの原則がある。一つは、より難しい読みがより可能性がある (lectio difficilior lectio potior)、もう一つは、より短い読みがより可能性がある (lectio brevior lectio potior) というものであるが、実際にはどちらも当てはまらない場合が多くあり、不動の原則ではない。これに対して外的批評とは、当該文書以外に現存する外的関連資料、すなわち外的証拠、を考察することによって行う（推定する）ものである。時代が古くなればなるほど、外的資料が少なくなるのは当然で、それ故、聖書やギリシャ古典の本文批評は、基本的に内的証拠によって行われる。

### 本文批評と高等批評
本文批評が「下等批評」(下層批判、Lower Criticism) と称される時は、「高等批評」(上層批判、Higher Criticism) に対するもので、ここに高等、下等は、位づけに関わることではなく、上のレイヤーか下のレイヤーか、との視点からの名称である。「下等批評」学においては本文をその研究対象とし、「高等批評」学では、その基礎のもとに、著者問題、執筆年代、執筆場所、執筆目的などに関する研究を扱う。聖書信仰は本文批評は認めているが、高等批評は信仰の敵であるリベラルとして退けてきた。

### 写本の信頼性
新約聖書学者のブルック・フォス・ウェストコット（英語: Brooke Foss Westcott）とフェントン・ジョン・アンソニー・ホート（英語: F. J. A. Hort）は原典に近い本文復元版で、「どのような意味においても、本質的な読み方の相違と言われるものの大部分は……本文全体の千分の一を超えない」と述べ、またウォーフィールドは、「読み方の相違の約20分の19は……幾種の読み方があっても、誰一人として、それを矛盾する読み方であるとは考えていない。また、残りの20分の1も、ほとんど重要な個所ではなく、それを取り上げようと取り上げまいと、その部分の意味には別に対して重要な相違をきたさない」と述べている。

### 新約聖書における異なる読み
田川建三によれば、世界で最も現存する写本数の多い新約聖書の諸文書は、同一箇所について膨大な異なる読みを持つことで知られる。オリジナルのギリシア語テキストでは「ほとんど一つ一つの文（センテンス）について、必ず異なった読みが存在するくらい」である。この異なる読みの中からオリジナルの形を推定することが本文批評の主たる目的である。

## 古代語文献における本文批評

### 中国古典学
中国の文献学では、いつどこで誰が刊行（鈔写）した書物か（どの経路（旧蔵者）で今日に至った書物かを含む）に関する「版本」の問題と、テキスト上の文字（テキストに理解不可能な文字があるとき伝承の過程での単純な誤りか、誤読を含んだものかなど）に関する「校勘」の問題を対象とする。「版本」や「校勘」は個々の書物の問題だが、たくさんの書物のこれらの問題を分類整理するのが「目録」の問題とされた。

### インド古典学
ヨーロッパでは大航海時代ののち18世紀後半にインド学が興り、近代インド語の背後にサンスクリットと呼ばれる古典語とその膨大な文献が存在することを知ると、サンスクリットとギリシャ語やラテン語など西洋古典語との類似性が意識されるようになった。
インドでは早くからサンスクリットの文法体系の文法学が発達しており、インド文法学の研究は近代言語学の発展にも貢献した。一方、ヨーロッパのインド学者は西洋古典学や聖書解釈学の研究方法を採り入れて膨大なインドの古典文献の研究にあたった。
インドで本文批評が意識的に行われるようになったのはヨーロッパでインド学が成立した後のこととされている。インドではヴェーダは原則として口頭伝承とされ、写本は二次的な価値しか持たなかったため本文批評の伝統が育たなかったといわれている。このような歴史的批判的解釈学は19世紀のことであるが、独自の古典解釈がなかったわけではなく「本文解釈」の伝統があったが、祭式の意義を確認・実証する目的で注釈に注釈を重ねていくもので原典に関する文献学的研究を目的とするものではなかった。

## 現代語文献における作業
現代語文献でも語彙調査における語形決定、同語異語判別あるいは文芸作品全集での本文校定などは本文批判とされている。ただし、現代語文献の場合、古代語文献とは異なり、一般に異文が存在せず、異文が存在したとしてもそれぞれ価値をもつ決定本文でありうることから異なる特徴をもつ。そのため古代語文献の本文批判と現代語文献の本文批判が同一か議論があり、現代語に関する文献学を確立すべきという主張もある。文芸作品では初出の雑誌や新聞と単行本、のちにまとめられた全集などの間に違いがある場合があり、どれを決定本文とするかは観点により異なる。